# Elfin Cove
Elfin Cove est une localité d'Alaska (CDP) aux États-Unis dans la région de recensement de Skagway-Hoonah-Angoon dont la population est de vingt habitants, lors du recensement de 2010.

## Géographie

### Situation
Elle est située sur la rive nord de l'île Chichagof, à 53 km à l'ouest d'Hoonah et à 113 km par voie aérienne de Juneau (137 km en bateau). Elle n'est accessible que par hydravion ou par bateau.

### Démographie
| 1940 | 1950 | 1970 | 1980 | 1990 | 2000 | 2010 | - |
| ---- | ---- | ---- | ---- | ---- | ---- | ---- | - |
| 65   | 65   | 49   | 28   | 57   | 32   | 20   | - |

### Climat
Les températures vont de −3 °C à 4 °C en janvier et de 11 °C à 17 °C en juillet.
| Mois                                  | jan.     | fév.     | mars     | avril   | mai     | juin    | jui.    | août    | sep.    | oct.    | nov.     | déc.     | année    |
| ------------------------------------- | -------- | -------- | -------- | ------- | ------- | ------- | ------- | ------- | ------- | ------- | -------- | -------- | -------- |
| Température minimale moyenne (°C)     | −1,5     | −1,2     | −0,8     | 1,7     | 4,7     | 7,7     | 9,7     | 9,9     | 8,1     | 4,4     | 0,9      | −0,7     | 3,6      |
| Température moyenne (°C)              | 0,4      | 1        | 1,7      | 4,7     | 7,9     | 10,4    | 12,1    | 12,4    | 10,6    | 6,7     | 2,7      | 1,2      | 6        |
| Température maximale moyenne (°C)     | 2,3      | 3,2      | 4,2      | 7,8     | 11,1    | 13,2    | 14,5    | 15,1    | 13,2    | 9       | 4,6      | 3        | 8,4      |
| Record de froid (°C) date du record   | −17 1989 | −17 1979 | −13 2006 | −7 1996 | −1 1982 | 2 2008  | 4 1988  | 4 1984  | −1 1983 | −7 1984 | −15 1985 | −15 1990 | −17 1989 |
| Record de chaleur (°C) date du record | 13 2018  | 14 1991  | 14 2019  | 21 2003 | 24 2010 | 27 2004 | 26 2020 | 30 2004 | 23 1986 | 18 2003 | 12 2005  | 11 2020  | 30 2004  |
| Précipitations (mm)                   | 267,5    | 202,9    | 198,4    | 147,3   | 120,1   | 91,2    | 125,5   | 199,9   | 309,4   | 369,1   | 311,4    | 300      | 2 642,7  |
| dont neige (cm)                       | 75,7     | 50       | 53,8     | 6,1     | 0,3     | 0       | 0       | 0       | 0       | 4,6     | 43,9     | 56,4     | 290,8    |
| Nombre de jours avec précipitations   | 22,9     | 19,9     | 19,9     | 17,7    | 16,9    | 18,4    | 19,6    | 20,6    | 22,6    | 23,4    | 22,2     | 23,7     | 247,8    |
| Nombre de jours avec neige            | 10       | 8,6      | 8,8      | 1,8     | 0,1     | 0       | 0       | 0       | 0       | 1       | 6,3      | 10,5     | 47,1     |

## Histoire
Ce port, bien abrité, avait été surnommé Gunkhole (le trou adhésif) par les pêcheurs qui s'y arrêtaient. C'était un mouillage sûr, à proximité des zones de pêche, ce qui en faisait un endroit idéal pour le commerce du poisson et les apports de marchandises. En 1920 Ernie Swanson y ouvrit un magasin, un restaurant, et y aménagea un port. C'est sa femme, en 1935, qui ouvrit la poste et donna son nom actuel à la localité. En 1940, John Lowell, un autre négociant en poissons bâtit un second port, ainsi qu'un autre magasin. Les Tlingits ne voulaient pas y travailler l'hiver, à cause des esprits malfaisants qu'ils craignaient d'y rencontrer. L'école a fermé en 1998 faute d'élève, et la population a décliné ensuite.
Elfin Cove n'est plus actuellement qu'un lieu d'approvisionnement pour les pêcheurs. Les habitants n'y pratiquent plus qu'une pêche saisonnière, le lieu n'est accessible que par petit avion ou bateau.